# Det Naturvidenskabelige Fakultet (Københavns Universitet)
 For alternative betydninger, se Det Naturvidenskabelige Fakultet. (Se også artikler, som begynder med Det Naturvidenskabelige Fakultet)
Det Naturvidenskabelige Fakultet var et fakultet ved Københavns Universitet og omfattede 11 institutter, heriblandt et museum, Statens Naturhistoriske Museum. De fleste institutter var lokaliseret til Universitetsparken i København og Københavns Indre By. Pr 1. januar 2012 er fakultetet fusioneret med dele af Det Biovidenskabelige Fakultet for Fødevarer, Veterinærmedicin og Naturressourcer og danner Det Natur- og Biovidenskabelige Fakultet.
Oprindelig var fagområderne ved Det Naturvidenskabelige Fakultet hovedsagelig en del af Det Filosofiske Fakultet (f.eks. matematik, astronomi og fysik), men visse dele hørte under Det Medicinske Fakultet (f.eks. kemi). Begge disse fakulteter blev oprettet ved grundlæggelsen af Københavns Universitet i 1479, men de første stillinger, man kender til inden for naturvidenskaben ved Københavns Universitet, stammer fra 1539. Til trods for at der ikke var et selvstændigt fakultet, uddannede Københavns Universitet så naturvidenskabeligt betydningsfulde personer som Tycho Brahe, Niels Stensen og Ole Rømer.
I 1850 blev Det Naturvidenskabelige Fakultet oprettet som et selvstændigt fakultet under navnet Det Matematisk-Naturvidenskabelige Fakultet.
I 2003 var der indskrevet 5875 studerende på de naturvidenskabelige fag, foruden gæstestuderende fra udlandet og andre uddannelsesinstitutioner i Danmark.
1. januar 2012 fusionerede fakultetet med 2/3 af Det Biovidenskabelige Fakultet for Fødevarer, Veterinærmedicin og Naturressourcer og blev til Det Natur- og Biovidenskabelige Fakultet.

## Institutter
1. januar 2004 blev Botanisk Institut og Zoologisk Institut sammenlagt som Biologisk Institut, mens Botanisk Museum og Centralbibliotek, Botanisk Have, Geologisk Museum og Zoologisk Museum blev til Statens Naturhistoriske Museum.
1. januar 2005 blev August Krogh Instituttet og Molekylærbiologisk Institut sammenlagt til Institut for Molekylær Biologi og Fysiologi.
1. januar 2007 blev Institut for Naturfagenes Didaktik oprettet på basis af det tidligere Center for Naturfagenes Didaktik.
Institutter og museer:
- Arktisk Station, Qeqertarsuaq Vestgrønland
- Biologisk Institut
- Datalogisk Institut (DIKU)
- Geologisk Institut
- Geografisk Institut
- Kemisk Institut
- Institut for Idræt
- Institut for Matematiske fag
- Institut for Molekylær Biologi og Fysiologi
- Institut for Naturfagenes Didaktik
- Niels Bohr Institutet
- Statens Naturhistoriske Museum

## Centre
- Bioinformatik-centret
- Center for Naturfilosofi og Videnskabsstudier
- Center for Planetforskning
- Center for Social Evolution og Symbiosis
- COGCI - Copenhagen Global Change Initiative
- Danish Archaea Center (DAC)
- Dansk Center for Grid Computing (DCGC)
- Nano-Science Centret

## Berømte personer tilknyttet Det Naturvidenskabelige Falkultet
- August Krogh
- Ben Roy Mottelson
- Johannes Hjelmslev
- Niels Bohr
- Aage Bohr
- Holger Bech Nielsen